# 푸산구

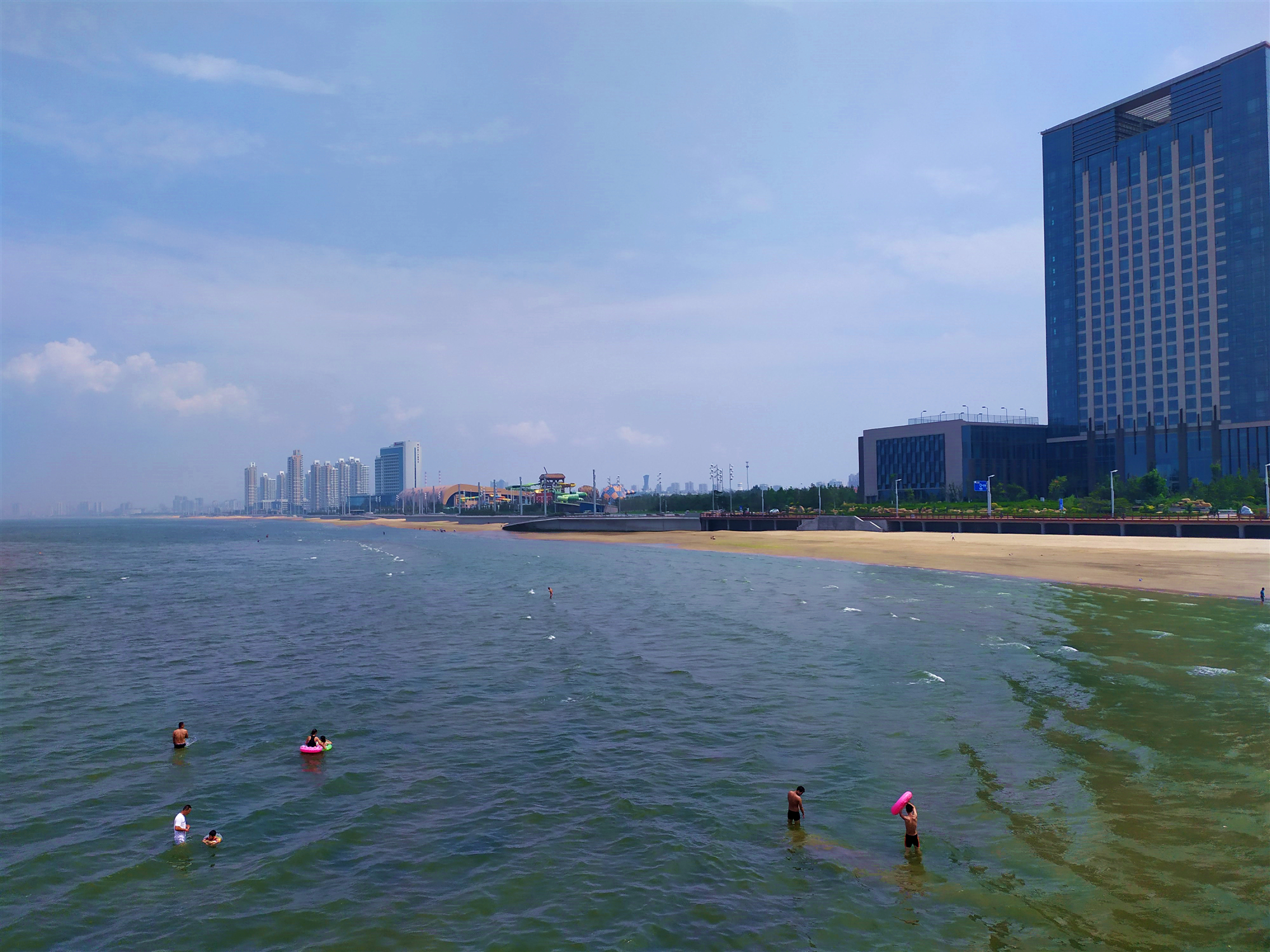

푸산구(한국어: 복산구, 중국어: 福山区, 병음: Fúshān Qū)는 중화인민공화국 산둥성 옌타이 시의 현급 행정구역이다. 넓이는 707km2이고, 인구는 2007년 기준으로 420,000명이다.

## 행정 구역
5개 가도, 5개 진을 관할한다.
- 가도: 清洋街道, 福新街道, 古现街道, 大季家街道, 八角街道.
- 진: 高疃镇, 张格庄镇, 回里镇, 臧家庄镇, 门楼镇.